# Miagrammopes caudatus
Miagrammopes caudatus es una especie de araña araneomorfa del género Miagrammopes, familia Uloboridae. Fue descrita científicamente por Keyserling en 1890.
Habita en Australia (Queensland).